# Samphire Hoe Country Park

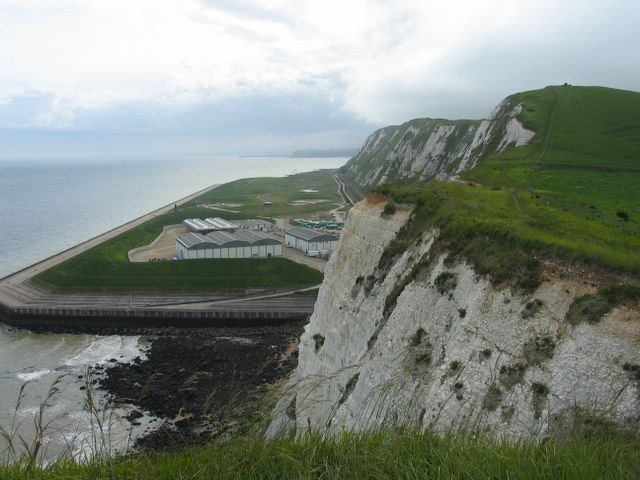
Vue du parc Samphire Hoe en 2005

Le Samphire Hoe Country Park est un parc situé au bord de la Manche à 3 km à l'ouest de Douvres
Il a été créé en utilisant 4,9 millions de m3 de remblais issus du creusement du tunnel sous la Manche, au pied des falaises de Douvres. Le site, d'une superficie de 30 ha gagnés sur la mer, appartient à Eurotunnel. On y trouve un mémorial en hommage aux 11 ouvriers qui ont perdu la vie lors du chantier du tunnel.
Ouvert au public en 1997, il est accessible par un étroit tunnel. Plus de 100 000 visiteurs le fréquentent chaque année. Il présente une biodiversité remarquable, avec plus de 200 espèces végétales dont des orchidées, des papillons et des oiseaux.
Il a reçu le « green flag award » qui distingue les espaces naturels les mieux préservés en Angleterre.

## Galerie

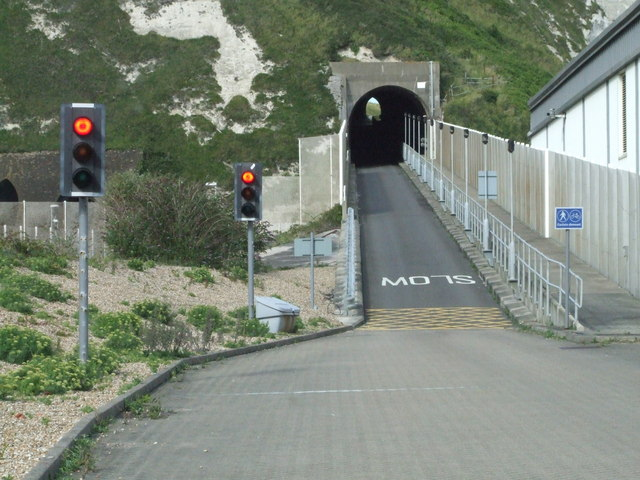
Entrée du tunnel d'accès au parc
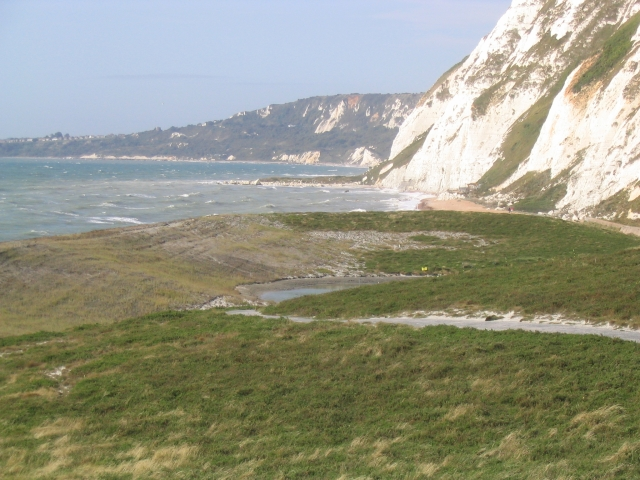
Vue du parc vers l'ouest
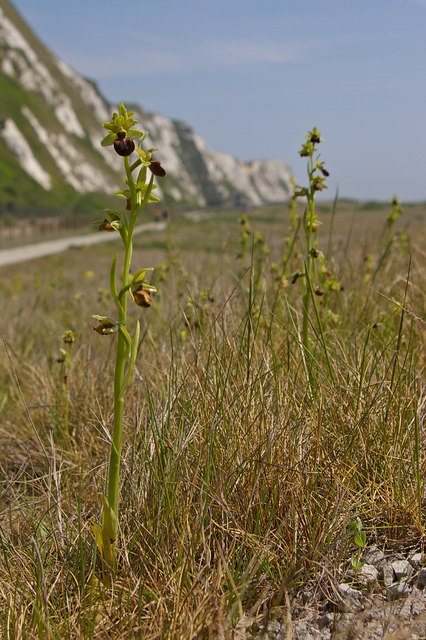
Orchidées
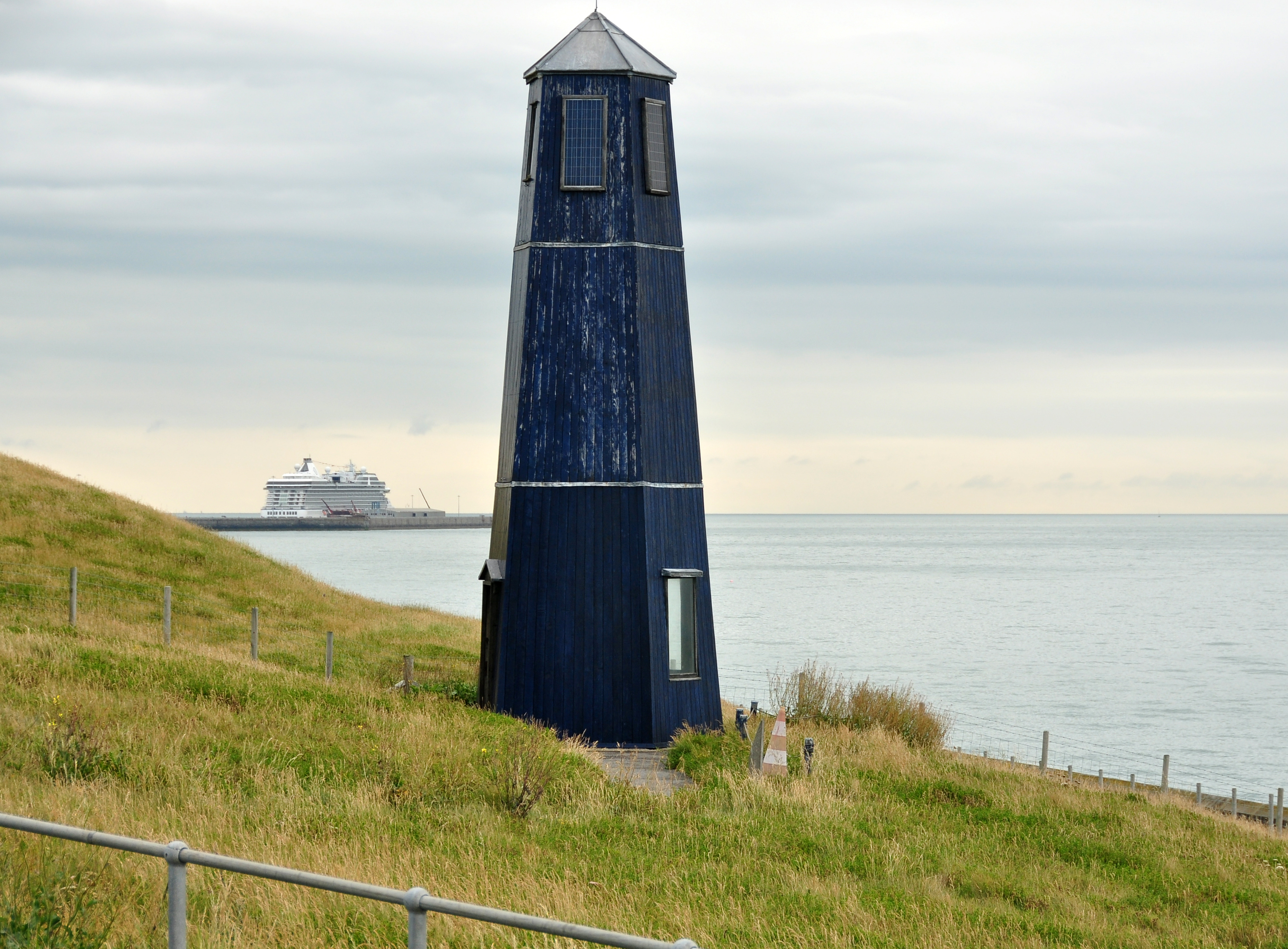
Tour de Samphire Hoe, avec le port de Douvres visible à l'arrière plan
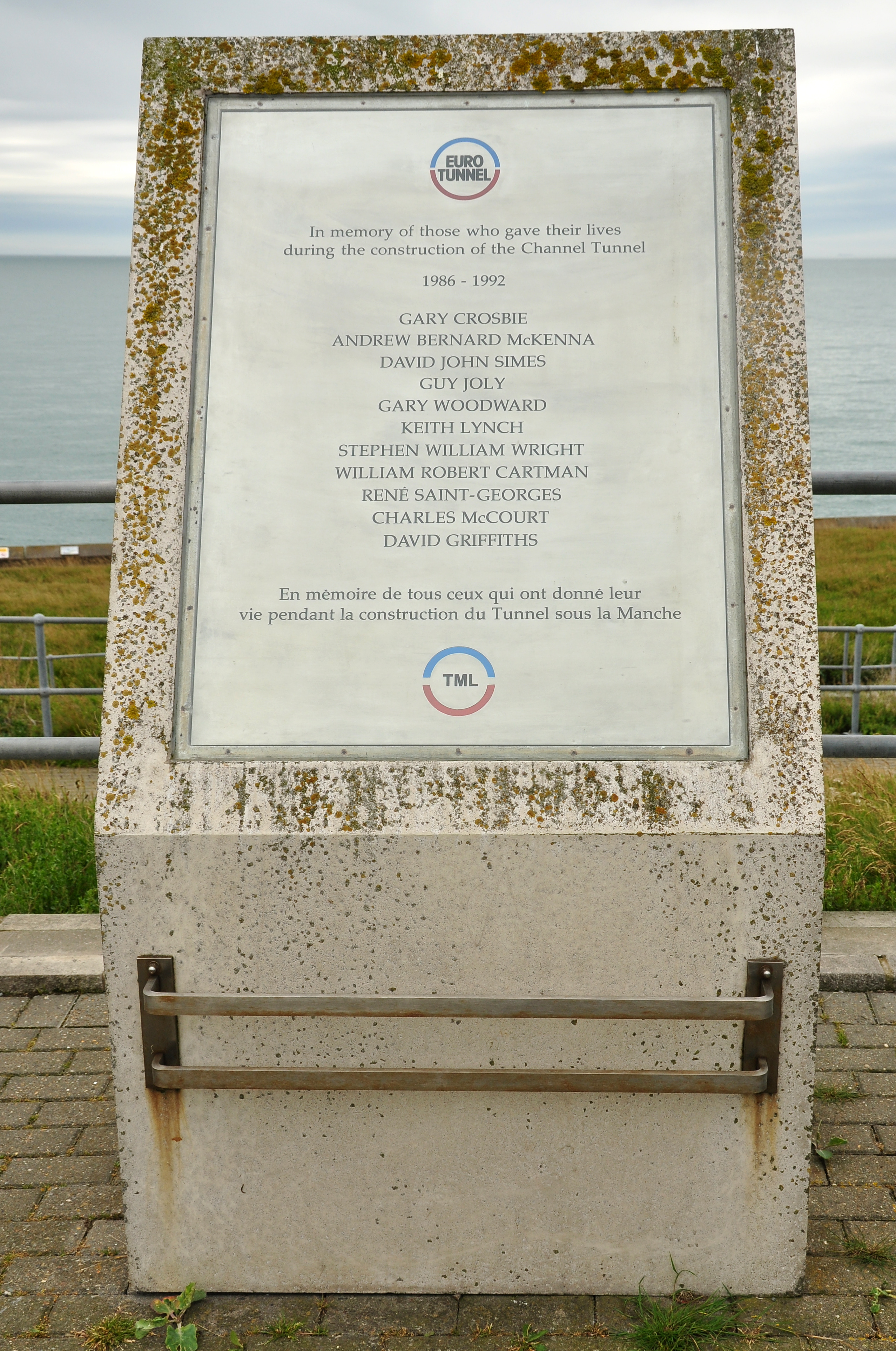
Plaque en mémoire des ouvriers morts durant le chantier du tunnel